# Hammamet (Alger)
Pour les articles homonymes, voir Hammamet (homonymie).
Hammamet (en arabe : الحمامات ; familièrement Baïnem ; anciennement Bains Romains) est une commune de la wilaya d'Alger en Algérie, située dans la banlieue Nord-Ouest d'Alger.

## Géographie

### Situation
Baïnem est située à environ 12 km au nord-ouest du centre-ville d'Alger.
| Mer Méditerranée | Mer Méditerranée | Mer Méditerranée |
| Aïn Benian       | Baïnem           | Raïs Hamidou     |
| Aïn Benian       | Beni Messous     | Bouzareah        |

### Routes
La commune de Hammamet  est desservie par la route nationale 11 (site route d'Oran).

## Démographie
| 1987   | 1998   | 2008   |
| ------ | ------ | ------ |
| 12 122 | 19 651 | 23 990 |

## Économie

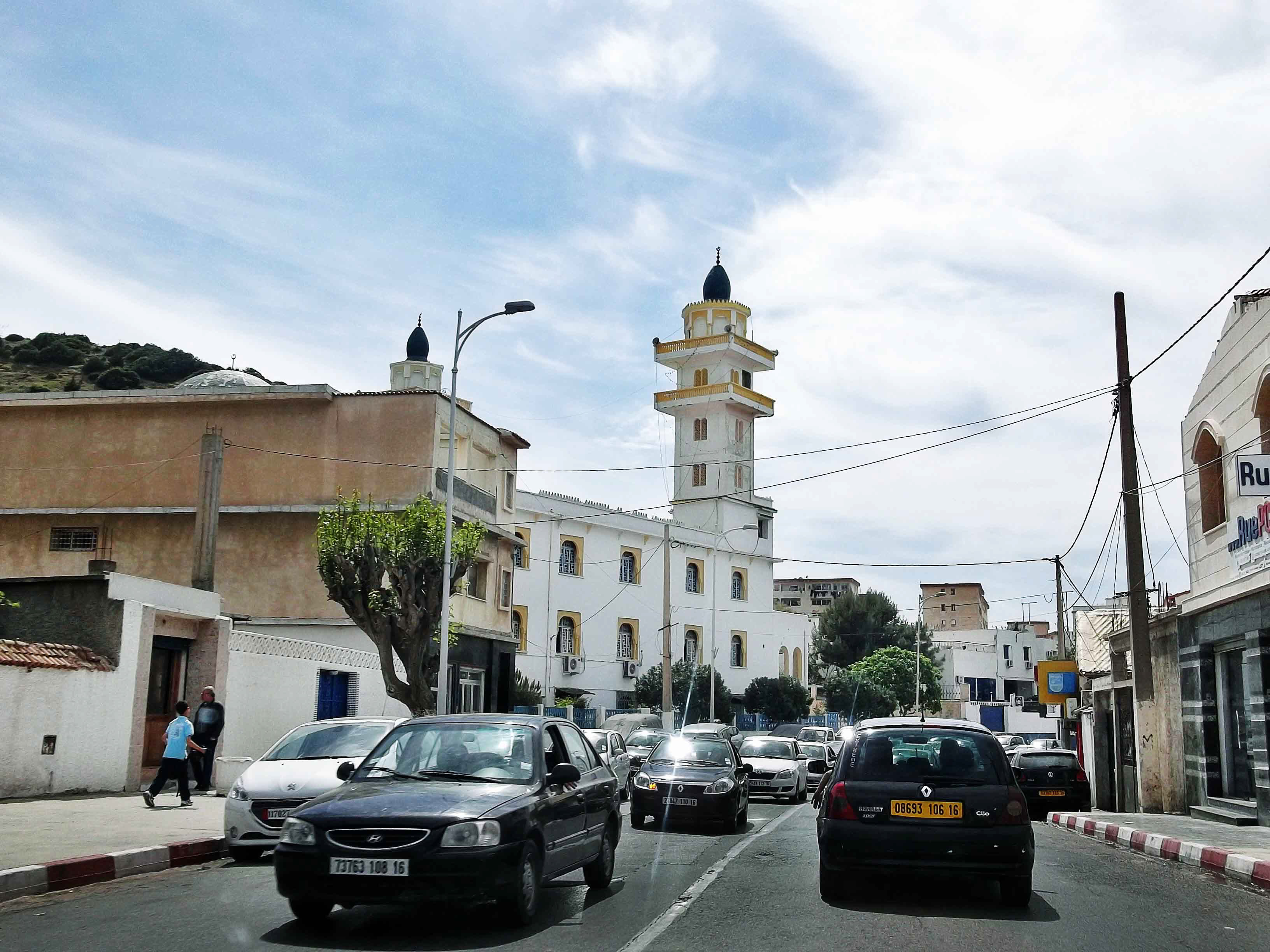
Commune de Hammamet

Cette commune côtière abrite l'Institut national de recherche forestière (INRF) dans la forêt de Baïnem.

## Personnalités liées à la commune.
Soolking, de son vrai nom Abderraouf Derradji, né le 10 décembre 1989 à Baïnem en Algérie. Il grandit à Staoueli ensuite. 